# Dušan Uhrin (ur. 1943)
Dušan Uhrin (ur. 5 lutego 1943 w Novej Vsi) – słowacki piłkarz i trener piłkarski. Jako zawodnik niemal przez całą karierę związany był z klubem Slavia Karlove Vary, krążącym między trzecią a drugą ligą Czechosłowacji.

## Kariera
W 1970 roku Uhrin rozpoczął pracę szkoleniową. Od tego czasu do początku lat 90. prowadził: Admirę Praga, CM Belcourt (Algieria), AFK Kolin, Spartak Hradlec Kralove, Rudą Hvezda Cheb (dwukrotnie), AEL Limassol (Cypr) i Bohemians 1905. Dwa razy był również asystentem w Sparcie Praga. Stanowisko pierwszego trenera w tym klubie objął w 1991 roku, a w sezonie 1992–1993 doprowadził zespół do tytułu mistrza Czechosłowacji oraz do półfinału Ligi Mistrzów.
Sukcesy odniesione ze Spartą otworzyły mu drogę do reprezentacji Czech. Po rozpadzie Czechosłowacji został pierwszym powojennym selekcjonerem drużyny narodowej nowego kraju. Już wkrótce awansował z nią do Euro 1996 (Czesi w grupie kwalifikacyjnej wyprzedzili m.in. Holandię i Norwegię). Na mistrzostwach zespół, w którym grali wówczas Pavel Nedvěd, Karel Poborský, Patrik Berger i Vladimír Šmicer, niespodziewanie po wyeliminowaniu Włochów, Portugalczyków i Francuzów dotarł do wielkiego finału, w którym dopiero po dogrywce uległ Niemcom. Uhrin pożegnał się z kadrą po przegranych eliminacjach do Mundialu 1998.
Nigdy później nie dorównał osiągnięciom z czasu pracy w Sparcie Praga i reprezentacji Czech. Był trenerem FK Teplice, ponadto pracował w Arabii Saudyjskiej (Al-Nasri Rijad), Szwecji (AIK Sztokholm), na Cyprze (APOEL Nikozja), w Izraelu (Maccabi Tel Awiw) oraz Kuwejcie, gdzie w latach 1999–2002 był selekcjonerem tamtejszej drużyny narodowej.
W latach 2006–2008 był szkoleniowcem Dinama Tbilisi. W 2009 był przez krótki okres był trenerem Slovana Bratysława.
Jego syn Dušan Uhrin junior również jest trenerem.